# Michel Camdessus
Michel Camdessus (Bayonne, 1º maggio 1933) è un economista francese.
È stato il settimo direttore operativo del Fondo Monetario Internazionale (FMI) dal 1987 al 2000, la permanenza più lunga di qualsiasi altro direttore operativo. In precedenza era stato governatore della Banca di Francia dal 1984 al 1987, dopo esserne stato brevemente vicegovernatore dall'agosto al novembre del 1984.
Tra gli eventi più importanti del suo mandato al FMI vi fu la crisi finanziaria dell'Asia orientale del 1997. Fu criticato per non aver prestato attenzione alle specificità dei paesi dell'Asia orientale e per aver imposto ciecamente ad essi le misure adottare in precedenza in Messico nel 1994, portando a notevoli disordini e rivolte in paesi come l'Indonesia.
Nato a Bayonne, in Francia, Camdessus ha studiato all'Università di Parigi e ha conseguito lauree specialistiche in economia presso l'Institut d'Etudes Politiques de Paris (Sciences Po) di Parigi e l'École nationale d'administration.
Camdessus è membro dell'Africa Progress Panel (APP), un gruppo composto da dieci illustri personalità che si battono ai massimi livelli per uno sviluppo equo e sostenibile in Africa. In qualità di membro del panel, favorisce la creazione di collaborazioni per sfruttare e mediare la conoscenza, oltre a convocare i decisori per influenzare le politiche e creare un cambiamento duraturo in Africa.
Camdessus è stato membro del consiglio di amministrazione della Fondation Chirac da quando la fondazione è stata lanciata nel 2008 dall'ex presidente francese Jacques Chirac per promuovere la pace nel mondo.